# Muro di pietra

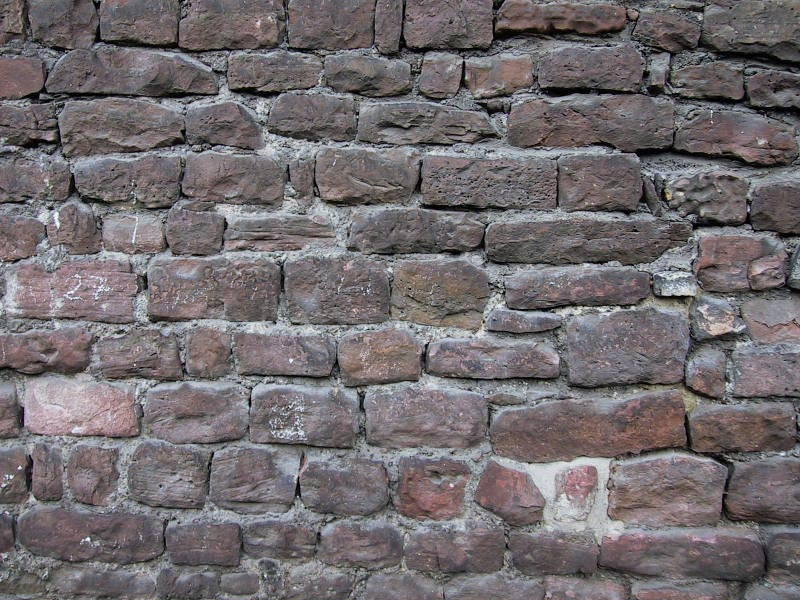
Mura cittadine di Worms, Germania

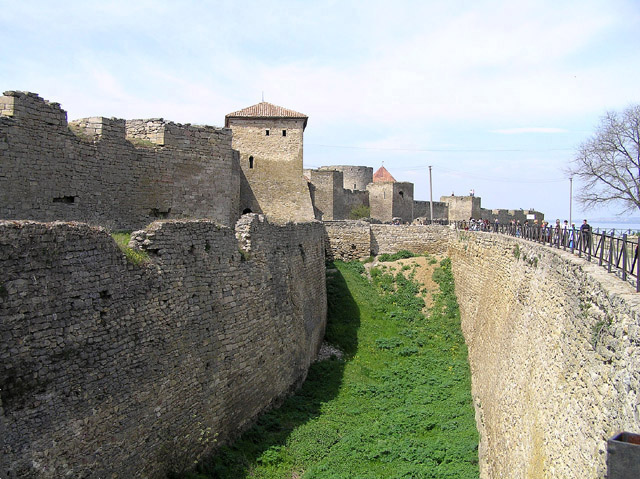
Muro in pietra difensivo e fossato della fortezza di Akkerman in Bilhorod-Dnistrovs'kyj, Ucraina

I muri di pietra sono un tipo di muratura utilizzato dagli uomini per millenni. All'inizio erano costruiti limitandosi ad impilare pietre in quello che oggi è definito muretto a secco, per poi passare all'uso di malta e intonaco soprattutto nella costruzione di mura cittadine, castelli ed altre fortificazioni durante il Medioevo

## Materiali
Solitamente si usano le pietre locali, dal calcare alla selce, dal granito all'arenaria. La qualità delle pietre varia molto, sia in termini di durata che di meteorizzazione, resistenza alla penetrazione dell'acqua ed alla facilità di sagomarle con forme regolari. Le pietre lavorate sono spesso note col nome di ashlar, e vengono usate come pietre angolari. Il granito è molto resistente agli agenti atmosferici, al contrario del calcare. Alcuni calcari, come la pietra di Portland, hanno comunque una buona resistenza.

## Dimensioni
Le strutture più grandi hanno solitamente mura molto spesse, e quelle di castelli e cattedrali possono superare i quattro metri di spessore. Di solito si tratta di mura formate da pietre all'esterno riempite di pietrisco.